# Abagrotis magnicupida
Abagrotis magnicupida (tên tiếng Anh: One-dotted Dart) là một loài bướm đêm thuộc họ Noctuidae. Nó được tìm thấy ở miền nam Massachusetts phía tây đến Illinois, miền đông Missouri và miền trung Nebraska, phía nam đến North Carolina, Tennessee, miền bắc Mississippi và miền đông Texas.
Sải cánh dài khoảng 40 mm. Con trưởng thành bay vào tháng 9. Có một lứa một năm.